# Bramberg am Wildkogel
Bramberg am Wildkogel – gmina w Austrii, w kraju związkowym Salzburg, w powiecie Zell am See. Według danych Austriackiego Urzędu Statystycznego liczyła 3929 mieszkańców (1 stycznia 2015).